# 草鹭

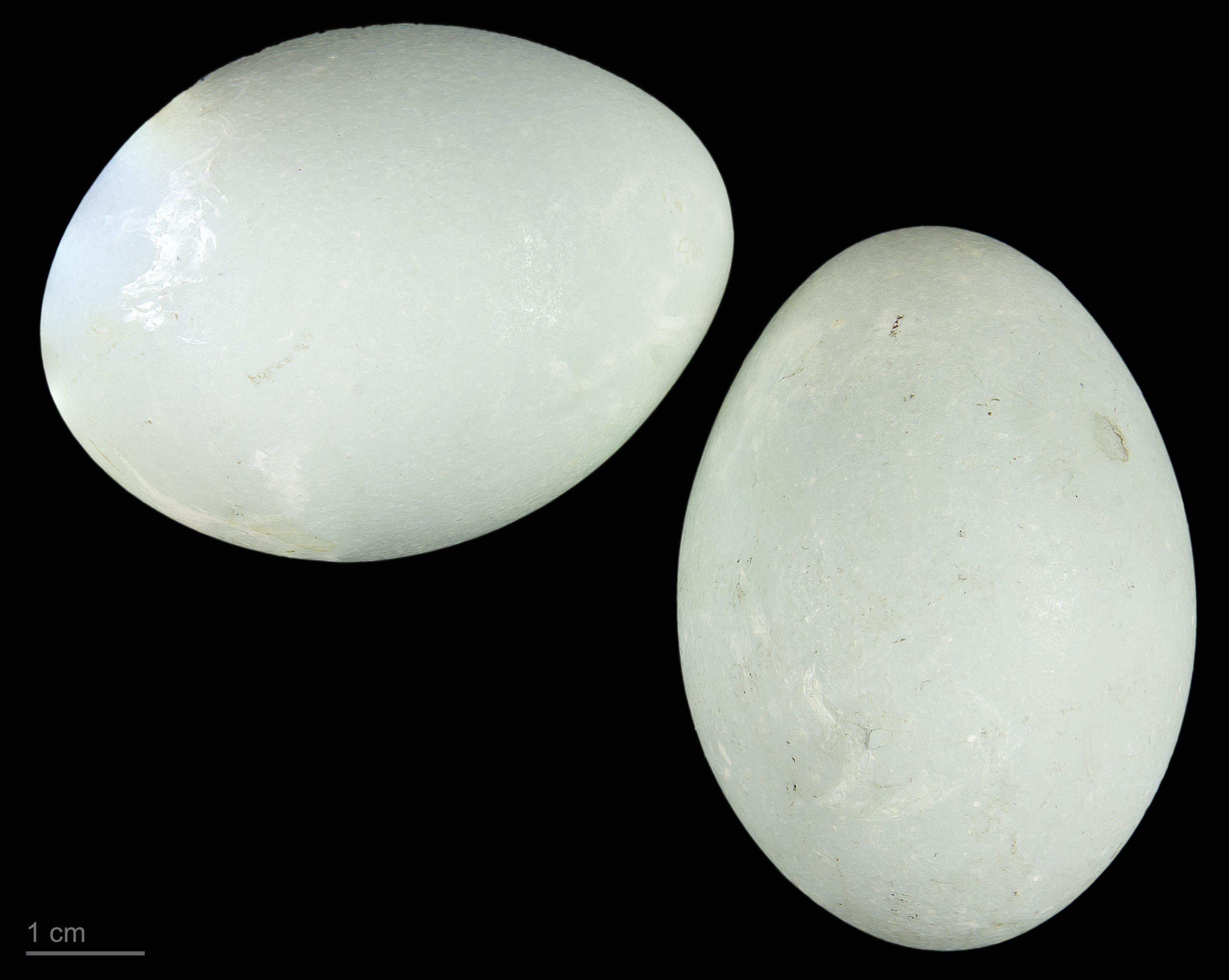
卵 Ardea purpurea

草鹭（学名：Ardea purpurea）为鹭科蒼鷺屬的鸟类，又名草鷺，俗稱花窖马、柴鹭或长脖佬。是一種分布廣泛的鷺。牠們在非洲、歐洲中部和南部，以及古北界南部和東部繁殖。西古北界的族群會在繁殖和越冬地之間遷徙，而非洲和熱帶亞洲的族群主要是留鳥，除了偶爾的散布移動。
牠們的外觀與更常見的蒼鷺相似，但稍微小一些，更為纖細，並且羽毛較暗。牠們也是更為害羞的鳥類，喜歡水邊密植的棲地，特別是蘆葦灘。牠們獵食的動物包括魚類、囓齒動物、青蛙和昆蟲等的多種獵物，獵食時或是追蹤牠們，或是站立伏擊。
紫鷺為群居繁殖，並用枯蘆葦或樹枝在靠近水邊的蘆葦叢或密集植被中築起一個笨重的巢。大約會下五顆藍綠色的蛋，由雌雄雙親輪流孵化。雛鳥約在四週後孵化，再過六週後即可離巢。國際自然保護聯盟指出全球紫鷺的族群數量趨勢在下降，主要是因為濕地的排水，但評估紫鷺的保護狀況為「無危」。

## 描述
紫鷺是一種大型鳥類，長度為78—97 cm（31—38英寸），站立高度從70至94 cm（28至37英寸）起，翼展120—152 cm（47—60英寸）。然而，牠的體型纖細，重量只有0.5至1.35（1.1至3.0磅） 牠比蒼鷺略小，可以通過其較深的紅棕色羽毛和成鳥較深的灰色背部區分。成鳥的前額和頭頂是黑色的，頸背有一條黑色條紋，終止於一個纖細、下垂的羽冠。這個羽冠比蒼鷺的短，不超過140 mm（5.5英寸）。頭部和頸部兩側是黃褐色的，頸部兩側有深色條紋和線條。背部是油棕色，上肩羽毛延長但下肩羽毛沒有。其餘上部和尾巴是棕灰色的。頸部前面比兩側淺，頸部底部有些延長的羽毛，帶有白色、棕色和黑色條紋。胸部是棕色的，兩側有些黑色，腹部和尾下覆羽是黑色的。棕黃色的喙又長又直，繁殖期成鳥的顏色更鮮亮。虹膜是黃色的，腿的前面是棕色的，後面是黃褐色的。

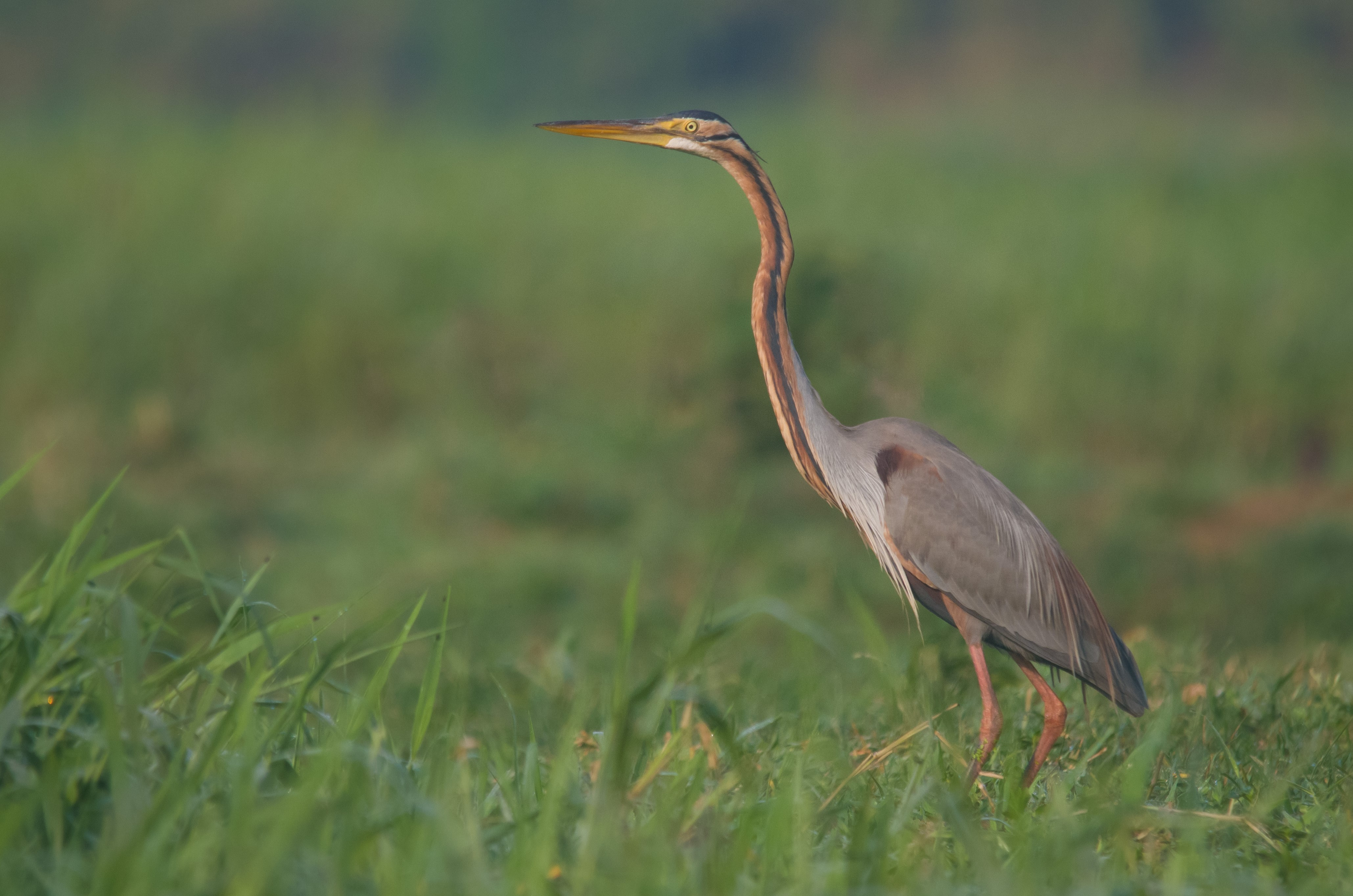
波維湖(Powai Lake)的一隻紫鷺

其叫聲是粗重的「frarnk」，但比蒼鷺的叫聲更安靜、更高亢。牠通常是一種噪音較少的鳥類，雖然從鷺群中也會聽到類似的喉音。牠也較不強壯，並且看起來胸部有些凹陷。牠的頭和頸部比蒼鷺更纖細，並有更大的蛇形彎曲，腳趾也更長。與蒼鷺不同的是，牠經常採取頸部斜伸的姿勢，甚至雛鳥也會使用這種姿態。

## 分類和命名
有三或四個亞種:
- A. p. purpurea – Linnaeus, 1766: 指名亞種，分布於非洲、北至荷蘭的歐洲，以及東至哈薩克斯坦的西南亞。
- A. p. bournei – de Naurois, 1966: Bourne's heron。分布於維德角群島，一些作者將其包括在purpurea，但另一些作者將其視為一個獨立物種Ardea bournei。[8]
- A. p. madagascariensis – van Oort, 1910: 分布於馬達加斯加。
- A. p. manilensis – Meyen, 1834: 分布於從印度次大陸東至菲律賓和印尼，北至俄羅斯的濱海邊疆區。[9]在中国大陆，分布于黑龙江、辽宁、河北、河南、陕西、甘肃、长江流域、福建、四川、广东、海南等地。该物种的模式产地在菲律宾马尼拉。[10]

其學名來自拉丁文 ardea「鷺」，和purpureus，「紫色的」。

## 分佈與棲地

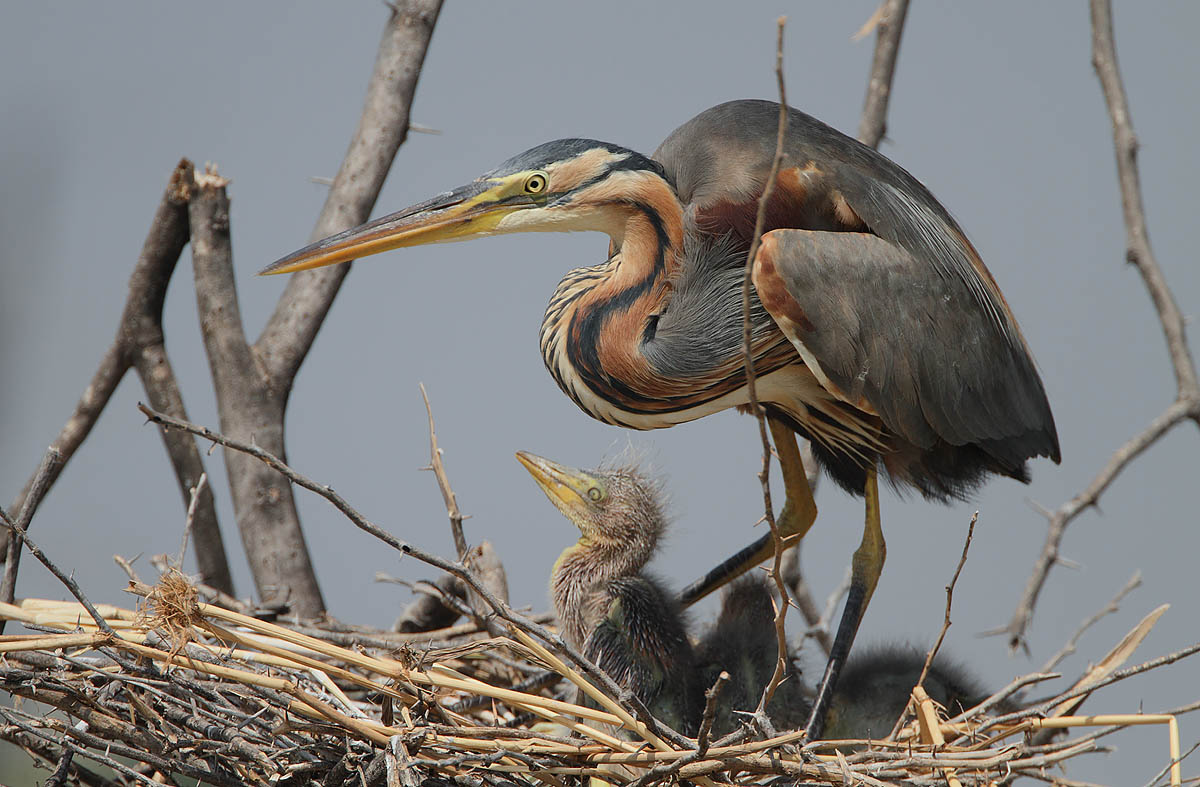
成鳥與雛鳥 A. p. purpurea 巴林哥湖, 肯亞

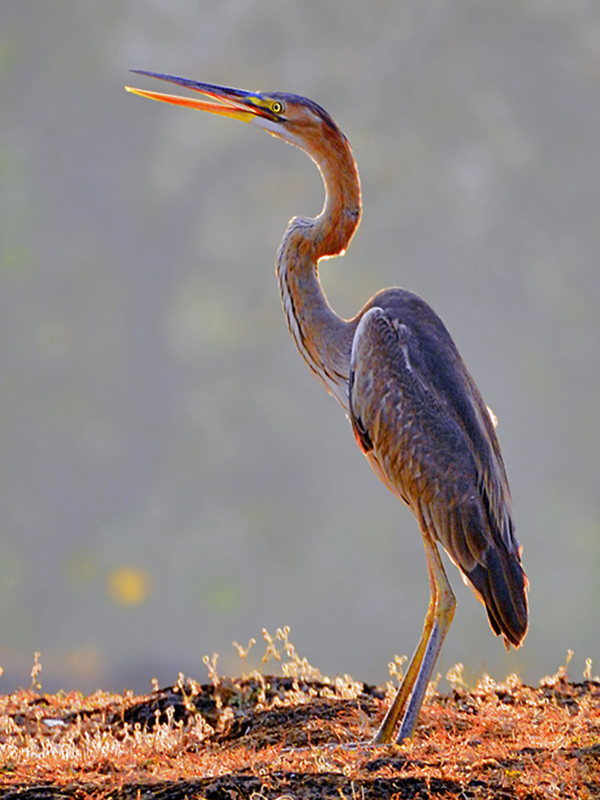
亞成鳥 A. p. manilensis, 馬哈拉什特拉邦, 印度

紫鷺主要分布於古北界，在歐洲、亞洲和非洲繁殖。西部種族的分布範圍從葡萄牙向東延伸，橫跨大部分中歐和南歐以及北非的一部分，直至哈薩克斯坦的巴爾喀什湖。在非洲，這種鳥類在塞內加爾、非洲東海岸和馬達加斯加繁殖。東部族群從印度次大陸向東延伸到中國東部和菲律賓，向北延伸到阿穆爾河和烏蘇里江流域，約北緯49度。南部族群僅限於馬達加斯加，在維德角群島的紫鷺小種群被一些權威機構視為獨立的種族。
每年八月至十月，西部種群的鳥類南遷至熱帶非洲，並於三月返回北方。紫鷺經常在返回時超出其正常分布範圍，成為包括英國在內的北歐迷鳥。東部種群大多定居，但一些北部地區的鳥類會向南飛往韓國、泰國和馬來西亞。非洲的鳥類是定居的。
在中國大陸的黑龙江、吉林、辽宁、内蒙古、甘肃、陕西、华北、长江中下游为夏候鸟或旅鸟，宁夏为旅鸟，云南为留鸟，四川、福建、广东为旅鸟或冬候鸟。
紫鷺棲息於沼澤、潟湖和湖泊周圍的茂密植被地區。牠們可能會經常出沒於沿海的紅樹林沼澤，但通常選擇淡水棲地，特別是有Phragmites 蘆葦灘的地方。牠們也會造訪泥灘、河岸、溝渠和運河。在維德角群島，牠們更可能出現在開放的乾燥山坡上。

## 行為和生態

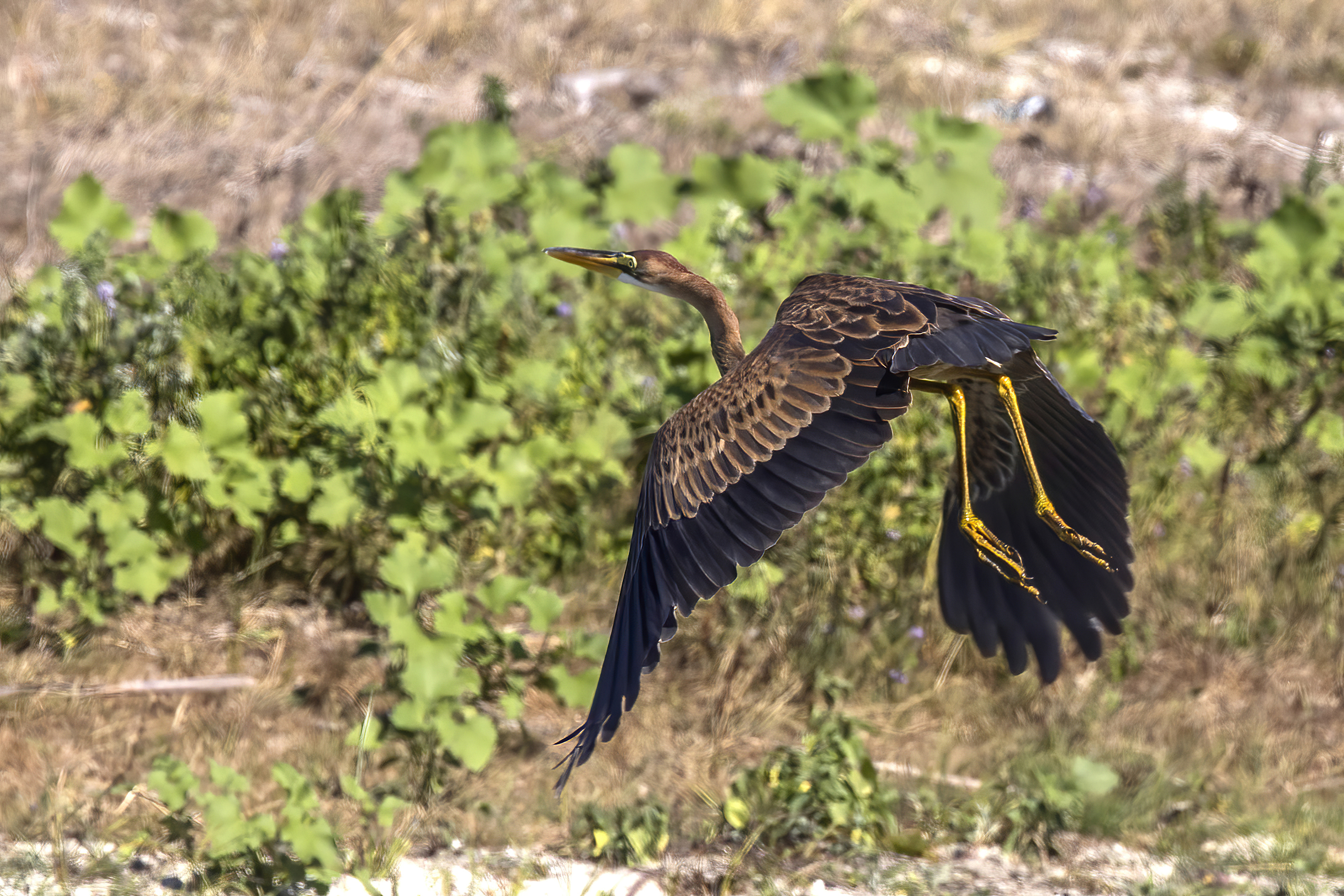
A. p. purpurea亞成鳥, 多瑙河三角洲，羅馬尼亞

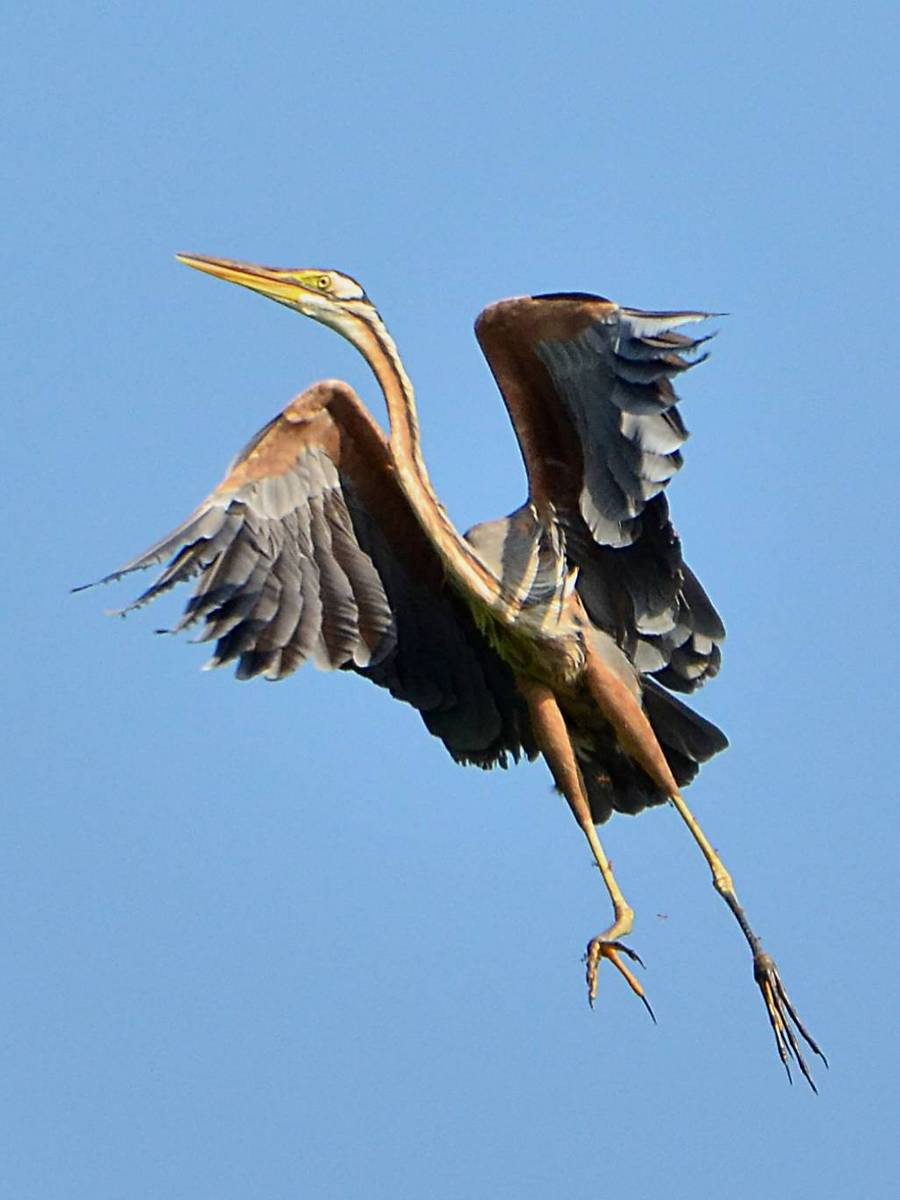
A. p. manilensis展示出長腳趾，北蘇拉威西，印尼

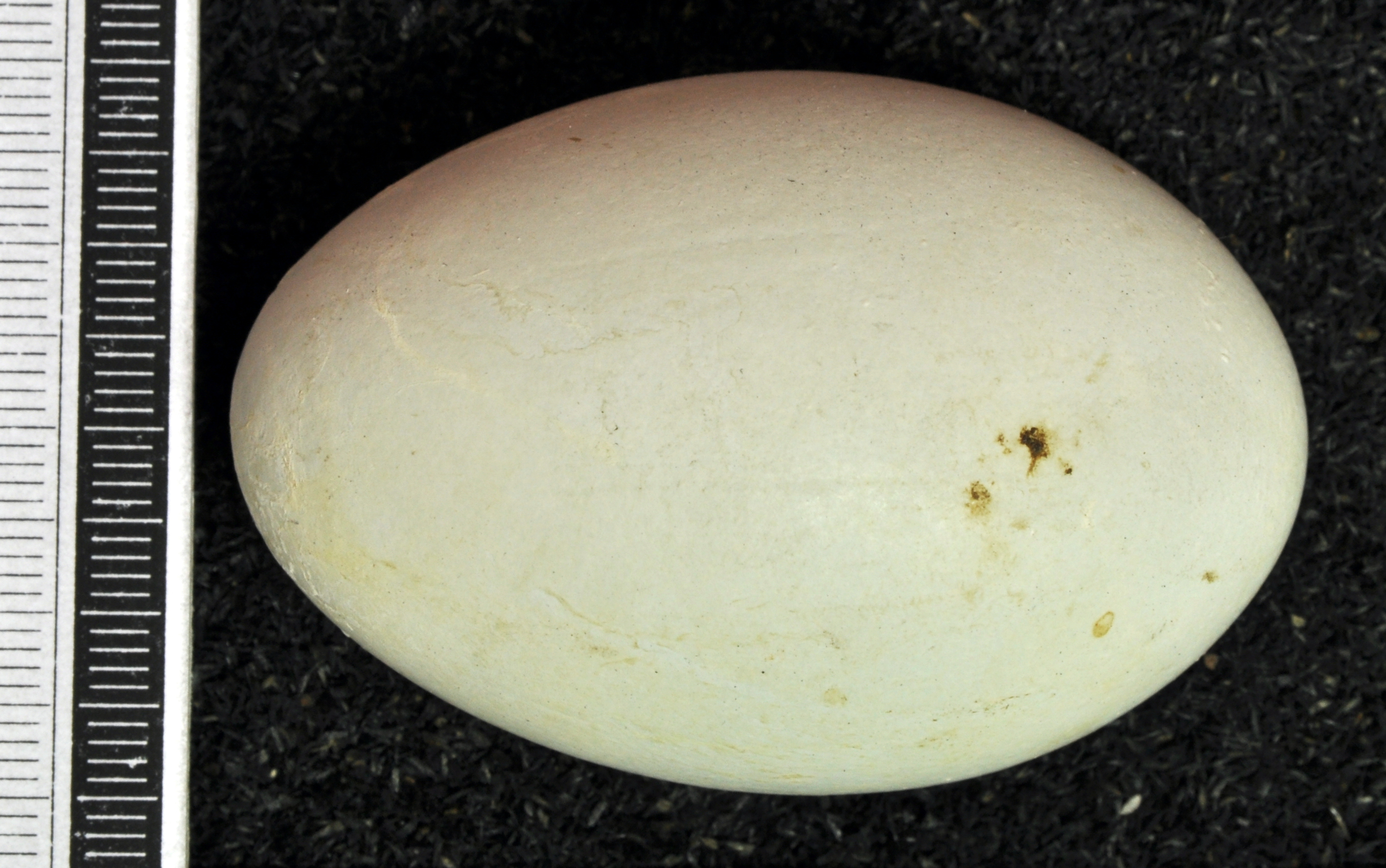
蛋, 威斯巴登博物館

飛行緩慢，頸部縮回，雙腿在尾巴後方大幅伸展。這是鷺和鱷科的特徵，並將它們與鸛、鶴和琵鷺區分開來，後者在飛行時頸部伸展。牠是一種隱蔽的鳥類，比蒼鷺更少在開闊地區出現，傾向於藏身於蘆葦床中。牠的長趾意味著牠能在浮動的植被上行走，有時也會以同樣的方式在灌木叢上行走，並不會試圖抓住樹枝。牠很少棲息於樹上，更喜歡在地面休息。
紫鷺在黎明和黃昏時最為活躍，在白天和夜間與其他鳥類一起棲息，但在撫養幼鳥期間會增加日間活動。牠在淺水中捕食，使用其強而有力的喙抓住獵物。牠通常靜靜地等待獵物，或慢慢追蹤其獵物。食物主要包括魚類、小哺乳動物和兩棲動物，但也會捕食雛鳥、蛇、蜥蜴、甲殼動物、水中蝸牛、昆蟲和蜘蛛。地面上的甲蟲是最常見的昆蟲獵物，其次是水甲蟲和水生幼蟲，還有蝗蟲、蜻蜓、蜜蜂和蒼蠅。
紫鷺通常在繁殖群落中繁殖，但有時巢是獨立的。牠有時會與其他物種如巨鷺（Ardea goliath）或蒼鷺在多物種繁殖群落中共處。選擇的巢址通常在蘆葦床、葦叢或靠近大湖或其他廣闊濕地的低矮灌木中。牠築起一個用枯蘆葦、樹枝或任何可用材料隨意堆砌的笨重巢。蛋是藍綠色的，平均56乘45 mm（2.20乘1.77英寸）。通常一次產四到五顆蛋，有時會有七到八顆，儘管這些大巢可能是兩隻雌鳥在同一巢中產卵的結果。蛋在三天內逐次產下，孵化可能從第一顆蛋開始，或者在蛋全部產下後開始。雙親共同孵蛋，孵化期為24到28天，並共同照顧幼鳥。當成鳥帶回食物時，幼鳥會拖拉成鳥的喙，成鳥將作物中的食物反芻到巢中，或者幼鳥直接從喙中取食。幼鳥在六週左右會離巢，兩個月後獨立，並會廣泛的散佈出去。

## 狀態
全球估計共有270,000到570,000隻紫鷺，且族群數量可能正在緩慢減少。國際自然保護聯盟已評估其保護狀況為「無危」，因為其下降速度不足以使其被評為更受威脅的類別。這種鳥面臨的主要威脅是濕地的排水和干擾，特別是蘆葦床的破壞。紫鷺是非洲—歐亞遷徙水鳥協定（AEWA）適用的物種之一。